# Vester Velling Sogn
Vester Velling Sogn er et sogn i Favrskov Provsti (Århus Stift).
I 1800-tallet var Skjern Sogn anneks til Vester Velling Sogn. Begge sogne hørte til Middelsom Herred i Viborg Amt. Vester Velling-Skjern sognekommune blev ved kommunalreformen i 1970 delt: Skjern kom til Bjerringbro Kommune, som ved strukturreformen i 2007 blev indlemmet i Viborg Kommune. Og Vester Velling kom til Hvorslev Kommune, som ved strukturreformen blev indlemmet i Favrskov Kommune.
I Vester Velling Sogn ligger Vester Velling Kirke.
I sognet findes følgende autoriserede stednavne:
- Lille Torup (bebyggelse, ejerlav)
- Vester Velling (bebyggelse, ejerlav)